# Iglesia de Nuestra Señora de la Granada (Fuente de Cantos)
La Iglesia de Nuestra Señora de la Granada es un templo parroquial de la Iglesia católica situado en el municipio español de Fuente de Cantos, en la provincia de Badajoz (Extremadura).
Es una iglesia de muchas historias basadas en acontecimientos del Barroco. Es donde bautizaron al pintor español, llamado Francisco de Zurbarán. Además, al pueblo de Fuente de Cantos, nació el mismo en el 7 de noviembre de 1598, un año menos del nacimiento de Diego Velázquez. La iglesia Fuente de Cantos se encuentra en la Plaza de la Constitución de Fuente de Cantos. Es de interés turístico y cultural de "Rutas y pueblos con encanto" de España. El retablo fue realizado por Manuel García de Santiago.

## Historia
Del edificio construido en el siglo XV sobrevive la conocida como Torre Vieja que envuelve a la capilla mayor. En el siglo XVI se construyó la sacristía, unos años después las portadas laterales y en el siglo XVIII se organizó el interior del templo en una única nave con bóveda de cañón construyéndose además capillas de poca profundidad entre los contrafuertes. Posteriormente comenzaría a construirse la torre que tardaría varios años en finalizarse.
A mediados del 1700 se construyó el retablo, obra de Manuel García de Santiago, y se instalaría en el camarín la imagen de la Virgen de la Granada, creada en el siglo XVI.
La pila bautismal fue construida en el siglo XVI, en ella se bautizó el pintor de la localidad Francisco de Zurbarán.